# Wendy Delorme
Pour les articles homonymes, voir Delorme.
Wendy Delorme, née le 28 juillet 1979, est une romancière, enseignante, performeuse et féministe française. 
Auteure de romans, de nouvelles et de traductions depuis l'anglais, elle se produit sur scène depuis les années 2000 en Europe et aux États-Unis.

## Parcours
Elle est née le 28 juillet 1979 à Évry. Elle commence hypokhâgne à Annecy au lycée Berthollet. Militante aux Panthères roses, elle entame une thèse en sciences de l'information et de la communication, en 2004,. Elle devient universitaire, performeuse et se consacre également à l'écriture, publiant un premier roman en 2007,.

### Performance
Performeuse néoburlesque dans les années 2000, Wendy Delorme joue sur scène des personnages féminins ou masculins (sous les noms Wendy Babybitch et Klaus Engel). Elle se produit alors au sein de la troupe néoburlesque Kisses Cause Trouble et du trio drag burlesque Drag King Fem Show. Par ailleurs, elle apparaît en tant qu'actrice dans le film de fiction The Final Girl, du réalisateur américain Todd Verow (en) (2010), ainsi que dans plusieurs films de la réalisatrice française Émilie Jouvet.
En 2009, elle co-produit la tournée du Queer X Show, une formation éphémère d'artistes venues de San Francisco, Berlin et Paris et réunies le temps d'une série de spectacles en Europe. Celle-ci fait l'objet d'un road movie documentaire signé Émilie Jouvet : Too Much Pussy!, sorti en 2010.
Depuis 2018, Wendy Delorme est membre du collectif d'écriture RER Q composé de Rébecca Chaillon, Camille Cornu, Claire Finch, Élodie Petit, Etaïnn Zwer.

### Écriture
En 2007 paraît son premier roman, Quatrième Génération (2007), lequel déploie les potentialités politiques des corps et des sexualités. La narratrice évolue dans les milieux alternatifs des minorités sexuelles et de genre, à Paris et San Francisco, au début des années 2000. Elle relate l'histoire de quatre générations de femmes dans sa famille en faisant le lien avec quatre générations de féminisme :

« Quatre générations de femmes, une « folie » familiale qui se décline au féminin pluriel racontée du point de vue d'une jeune narratrice lucide et ironique sur une société qui laisse peu d'espace et de liberté aux marginaux. »

Deux ans plus tard paraît son deuxième livre : Insurrections! en territoire sexuel, un recueil de nouvelles auto-fictionnelles. Entre narration intime et manifeste politique, les textes abordent différentes facettes des relations charnelles et amoureuses.
Son troisième ouvrage, le roman La Mère, la sainte et la putain (2012), est une longue lettre adressée par une femme à son enfant à venir. Elle interroge les grands archétypes du féminin (celle qui se donne, celle qui prend soin d'autrui...) et les réinterprète :
"La Mère la Sainte et la Putain : ce sont les trois visages d'une femme qui raconte la gestation d'un enfant fait de mots, car ici, le texte est sa première mise au monde, avant l'être à venir .On suit toutes les étapes traversées par cette amazone libre, entre le moment où elle tombe amoureuse (l'errance puis la « chute d'organes, le cœur tombé dans l'estomac ») et celui où elle va enfanter : ces étapes, ce sont les trois statuts du titre de ce bref roman en forme de cri, violemment imposés au corps féminin dans un monde décrit sans concession".
Son quatrième livre, Le Corps est une chimère, sort en septembre 2018. Il met en scène sept personnages en quête de lien, questionnant ce qu'est l'amour, le désir et la filiation. Avec ce roman, elle devient lauréate de la première édition du prix Joseph.
Son cinquième roman, Viendra le temps du feu, est publié en mars 2021 dans la collection "Sorcières" des éditions Cambourakis. Cette dystopie, inspirée des Guérillères de Monique Wittig, est un roman choral mettant en scène cinq personnages luttant par diverses stratégies dans une société oppressive.
En avril 2024, elle publie Le Chant de la Rivière, un roman croisant deux histoires d'amour dans lequel la narration est alternativement assurée par un cours d'eau et par une romancière seule dans un chalet de montagne. Elle écrit également pour France Inter un conte pour un podcast pour enfants, La princesse qui voulait dormir cent ans.

## Ouvrages
- Quatrième génération, Grasset, roman, 2007.
- Insurrections ! En territoire sexuel, Au Diable Vauvert, essai, 2009[17],[18].
- (dir.) In-soumises : contes cruels au féminin, avec Gala Fur, La Musardine, recueil de nouvelles, 2012.
- La Mère, la sainte et la putain, Au Diable Vauvert, roman, 2012.
- Le Corps est une chimère, Au Diable Vauvert, roman, 2018.
- Viendra le temps du feu, Cambourakis, roman, 2021, 320 pages,  (ISBN 978-2-36-624-661-2).
- L'Évaporée, avec Fanny Chiarello, Cambourakis, roman, 2022.
- Devenir lionne, éditions JC Lattès, 2023
- Le chant de la rivière, Cambourakis, roman, 2024[19]

### Traductions
- Déséquilibres synthétiques de Lydia Lunch, trad. avec Virginie Despentes, Au Diable Vauvert, 2010.
- Le Petit guide de la sexualité épanouie de Cathy Winks et Anne Semans, trad. avec Sandrine Bodet, éditions Tabou, 2009.
- Dans ton cul de Valerie Solanas, Éditions Mille et Une Nuits, 2022.

### Préfaces
- Quand les garçons rejoignent le club des garçons de Judy Y. Chu, avant-propos de Carol Gilligan, First éditions, 2022.

- Les cœurs insolents de Ovidie, édition Marabulles, 2021.

### Œuvres pour la jeunesse
- La princesse qui voulait dormir cent ans, podcast France Inter (série "Une histoire et Oli"), 2024

### Participation à des ouvrages collectifs
- Les cinq pas qui séparent le canapé du lit, nouvelle publiée dans un recueil collectif intitulé Désirer, éditions L'Iconoclaste (2023)

## Filmographie
- The Final Girl, fiction expérimentale, de Todd Verow, 2010.
- Too Much Pussy! Feminist Sluts, A Queer X Show, documentaire d'Émilie Jouvet, 2011.